# Ludwig Heinrich Grote

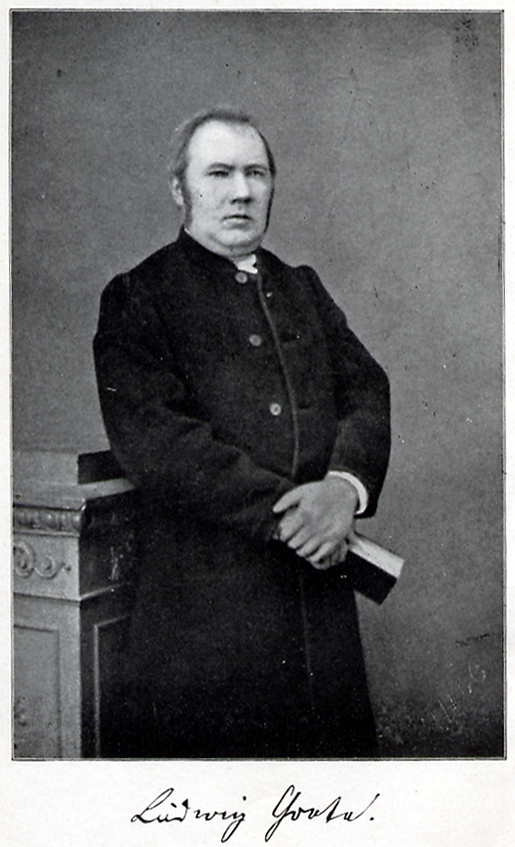
Der „Welfenpastor“

Ludwig Heinrich Grote (* 27. Februar 1825 in Husum (bei Nienburg); † 10. September 1887 in Basel) war ein evangelisch-lutherischer Theologe und Publizist. Er setzte sich nach 1866 für die Wiedererrichtung der hannoverschen Monarchie ein und erhielt aus diesem Grund den Beinamen Welfenpastor. Seine politische Arbeit brachte ihm einige in der Summe mehrjährige Haftstrafen ein, was ihn schließlich zur Flucht ins Exil trieb.

## Leben
Ludwig Heinrich Grote wurde am 27. Februar 1825 in Husum bei Nienburg als Sohn des dortigen Pastors Friedrich Grote geboren. 1843 legte er sein Abitur am Domgymnasium Verden ab. Im selben Jahr begann er, an der Georg-August-Universität Göttingen evangelische Theologie zu studieren. Er stand dem studentischen „Progress“ nahe und wurde Mitglied der Landsmannschaft „Frisia“. Er wurde der Göttinger Berichterstatter für die in Heidelberg herausgegebene Zeitung für Deutschlands Hochschulen, die sich den Zielen des „Progress“ verschrieben hatte. 1845 wechselte er an die Friedrichs-Universität Halle, wo er den Schriftsteller Franz von Florencourt und den Dichter Max von Schenkendorf kennenlernte. Ein Jahr später arbeitete Grote als Hauslehrer in Bern. 1847 veröffentlichte er eine Schrift über die Berner Religionswirren. 1848 nahm Grote in der Nähe von Halle (Saale) eine Stelle als Hauslehrer an. Im selben Jahr trat er dem Treubund mit Gott für König und Vaterland bei, da er die Märzrevolution ablehnte. Er arbeitete 1849 in Naumburg (Saale) und trug sich mit Auswanderungsgedanken nach Nordamerika. Im Frühling 1850 bestand Grote das 2. Examen. Danach war er bis 1853 Hauslehrer bei Philipp Spitta. Er bestand 1854 die letzte Prüfung und trat als Hospes (lat. „Gast“; Bezeichnung für die angehenden Pastoren in Anlehnung an die Zisterzienser) in das Kloster Loccum ein.

### „Welfenpastor“

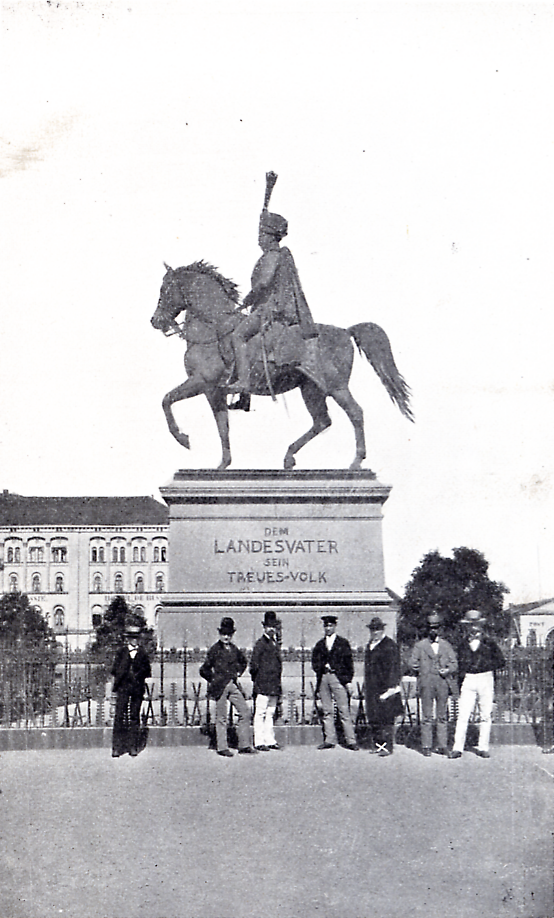
Ludwig Grote (3. v. r.) vor dem Reiterstandbild Ernst Augusts I. in Hannover. In seiner Hand hält er das Manuskript des ersten Althannoverschen Volkskalenders

Zwei Jahre später trat er in das Predigerseminar Hannover ein und arbeitete zunächst als reisender Hilfsprediger u. a. in Langendorf, Hann. Münden, Mariensee und Wietzendorf. 1860 wurde er Pastor der Evangelisch-lutherischen Landeskirche Hannovers in Päse. Er heiratete im selben Jahr die zehn Jahre jüngere Henriette Philippi (1835–1882). Aus der Ehe gingen zehn Kinder hervor. Grotes ältester Sohn war der Pastor, Missionar, Orientreisende und Handschriftensammler Friedrich Heinrich Ludwig Grote (1861–1922). Zu den Enkelkindern Grotes gehören der britisch-schweizerische Sozial- und Ökonomiehistoriker Wilhelm Bickel (1903–1977) und die Germanistin Gertrud Grote (1899–1986). 1863 wurde Grote Pastor in Hary bei Hildesheim, da er in Päse aufgrund eines theologischen Streites nicht mehr haltbar war.
Am 24. Juni 1866 hielt er eine Predigt, in der er den preußischen Einmarsch nach Hannover als eine Strafe Gottes bezeichnete. Diese Strafe sei durch die im Königreich Hannover bestehenden Säkularisierungstendenzen hervorgerufen worden. Aus diesem Grund „hat Gott unser Land nun dahingegeben in die Hand eines andersgläubigen Fürstenhauses“. Diese Äußerung bezog sich darauf, dass die Hohenzollern reformierten Bekenntnisses waren. Den preußischen Einmarsch in Hannover bezeichnete er am Ende seiner Predigt als Folge, dass die Bevölkerung nicht mehr auf „die Stimme Gottes und seiner heiligen Kirche“ gehört habe.
Am 14. Oktober hielt Grote eine zweite Predigt, die sich gegen den Unionsgedanken der Kirche in Preußen richtete. Die Union bedeutete eine gemeinsame Organisation aller protestantischen Strömungen in einer Kirche, ohne dass die einzelnen Richtungen ihren Glauben aufgeben mussten. Auf das Versprechen des preußischen Königs, dass er Glaubensfreiheit gewähre, reagierte Grote mit dem Bibelzitat aus Psalm 146,3: „Verlasst Euch nicht auf die Fürsten.“ Seine skeptische Einstellung begründete er mit den Ausführungen von preußischen Kirchenrechtlern, die auf die Dauer ein Nebeneinander von verschiedenen protestantischen Strömungen in Preußen für unmöglich hielten.
Diese Predigten hatten zur Folge, dass Grote als Pastor suspendiert werden sollte. Um sich gegen die drohende Strafe zu wehren, veröffentlichte er am 1. November 1867 die Schrift Zwei angefochtene Predigten aus dem Jahr 1866. Er argumentierte, dass man ihn nicht suspendieren könne, da die lutherischen Geistlichen der hannoverschen Landeskirche keine Staatsbeamten seien wie diejenigen der Kirche in Preußen, und somit der Erlass vom 3. Dezember 1866, dass Beamte, die nicht loyal zu Preußen stünden, suspendiert und des Amtes enthoben werden können, nicht greife. In weltlichen Dingen gestand er der Obrigkeit die volle Gerichtsbarkeit zu, in geistlichen Fragen sah er sie jedoch bei der Kirche. Im Nachwort dieser Schrift griff Grote zudem seine Landsleute massiv an. Er warf ihnen vor, dass sie ihr Fähnlein nach dem Wind hängten, und bezeichnete sie als „Pöbelvolke“.

### Gefängnis, Festungshaft und Leben in der Verbannung

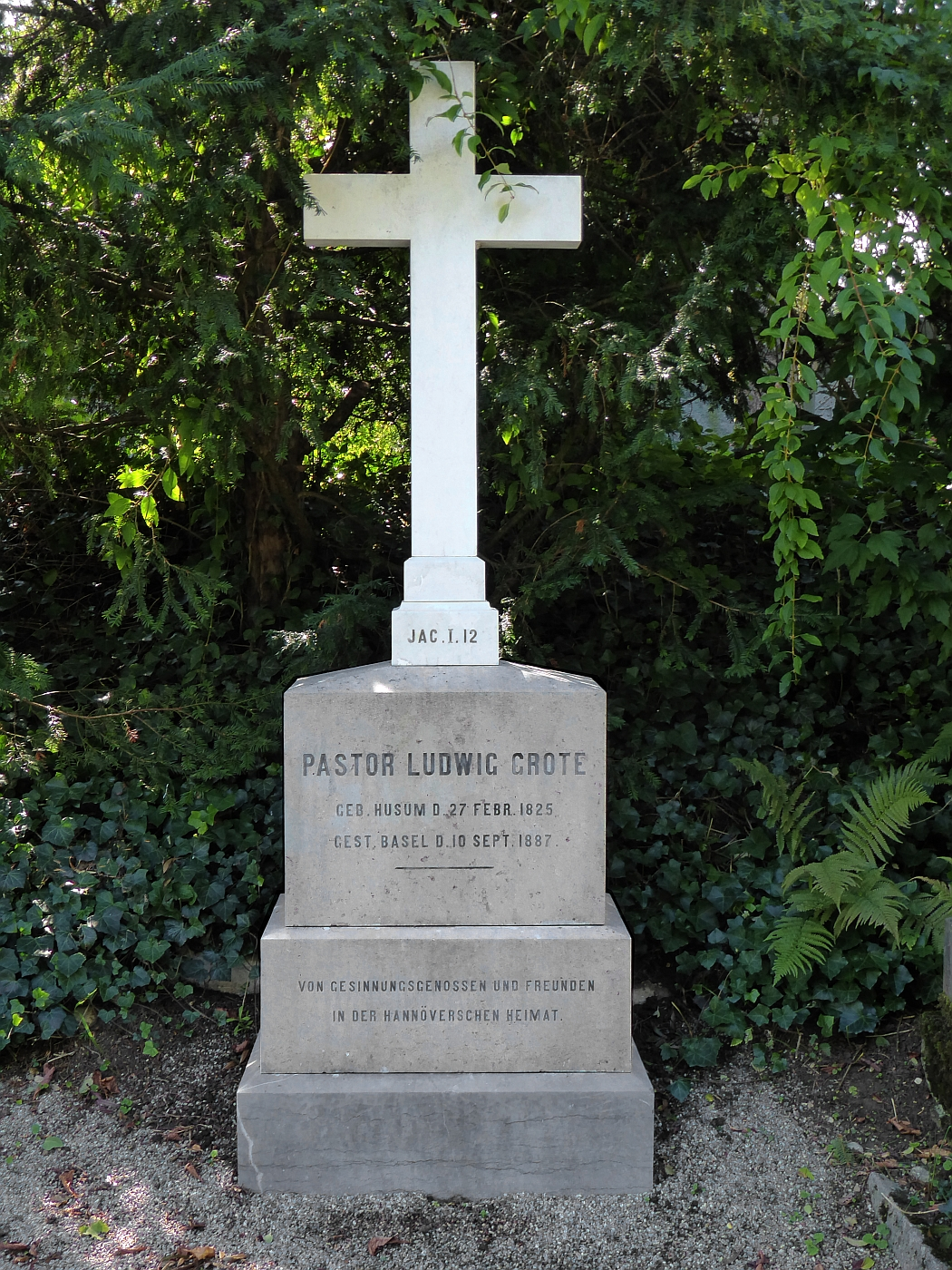
Grab auf dem Friedhof Wolfgottesacker, Basel

1867 veröffentlichte Grote die beiden Schriften Was ist die Union? und Fünfzig Thesen zur Semisäkularfeier der Einführung der Union in Preußen. Die letztgenannte Schrift lenkte die Aufmerksamkeit des Staatsanwaltes auf Grote und führte Anfang 1868 zu einer Verurteilung zu vier Wochen Gefängnis und seiner Amtsenthebung. Nach der Entlassung aus der Haft im Juni 1868 hielt Grote in Hannover bis Anfang 1869 Vorlesungen über Leibniz. Am 22. Mai 1869 brach Grote nach St. Dizier in Frankreich auf, um die so genannte „Welfenlegion“ seelsorgerisch zu betreuen. Bis zum 10. August blieb Grote in Frankreich und hielt sich anschließend in Wien auf, da er aufgrund seiner Publikationen in Hannover per Haftbefehl gesucht wurde.

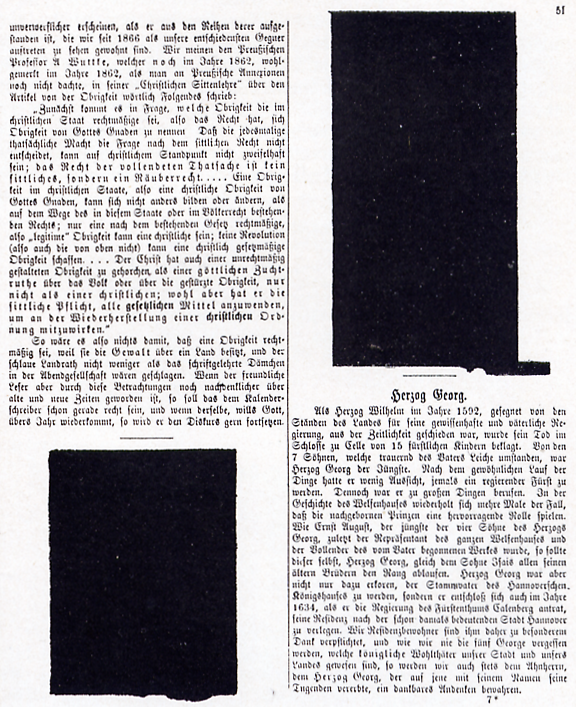
Grotes Volkskalender: Zensur „anrüchiger Stellen“ auf Order der preußischen Polizei

Im August 1870 erfuhr Grote von einer Amnestie und kehrte in der Annahme, dass damit auch sein Haftbefehl hinfällig sei, nach Hannover zurück. Der Haftbefehl war allerdings nicht aufgehoben worden, und so trat Grote die erneute Flucht an, diesmal mit dem Ziel Leipzig. In Kreiensen wurde er allerdings festgenommen und später zu Festungshaft verurteilt. Am 31. August 1871 trat Grote die Strafe in der Festung Lötzen in der Nähe von Königsberg an. Am 10. Oktober wurde Ludwig Grote unter militärischer Bewachung in ein Gefängnis nach Hannover verlegt. Während der Haftstrafe bemühte sich seine Familie erfolglos um eine Begnadigung.
Nach seiner Entlassung aus der Haft wurde er in seiner Heimat zum Bürgervorsteher gewählt. Dieses Amt wurde ihm 1872 gerichtlich aberkannt, als er wegen Majestätsbeleidigung zu 20 Monaten Haft verurteilt wurde. Am 30. Mai 1874 wurde Grote aus der Festungshaft entlassen.
Am 22. April 1875 trat Ludwig Grote eine erneute Haftstrafe an. Er war wegen Beleidigung des Reichskanzlers Otto von Bismarck zu vier Monaten Haft verurteilt. Laut seinen eigenen Aufzeichnungen wurde Grote vom Gefängnisdirektor empfangen, der ihm mitteilte, dass er aus Platzmangel auf seine gewohnte Zelle verzichten und mit einer kleineren vorliebnehmen müsse. Aus dieser Haft wurde er am 22. August 1875 entlassen.
1877 wurde Grote aufgrund eines Artikels in der Zeitung Unter dem Kreuz zu einer erneuten Haftstrafe verurteilt. Dieser entzog er sich durch die Flucht nach Genf. Im selben Jahr bedachte ihn der nationalliberale Reichstagsabgeordnete Braun in seinem Buch Zeitgenossen in dem Kapitel „Der Welfenpastor und die Seinen“ mit folgenden Worten: „Pastor Grote weiß den Volkston zu treffen wie wenige. […] Er stimmt ein Kirchenlied an, und es endigt mit einer welfischen Marseillaise […] Auf ein Gebet oder eine Predigt folgt eine Satyre auf den Kuckuck, d.i. der preußische Adler.“
Am 23. August 1884 besuchte Grote von der Schweiz aus das Grab des letzten hannoverschen Königs im englischen Windsor. Im selben Jahr siedelte er nach Basel um, wo er die letzten Jahre seines Lebens verbrachte. Ludwig Grote starb am 10. September 1887 in Basel.

## Publizistische Tätigkeit

### „Althannoverscher Volkskalender“

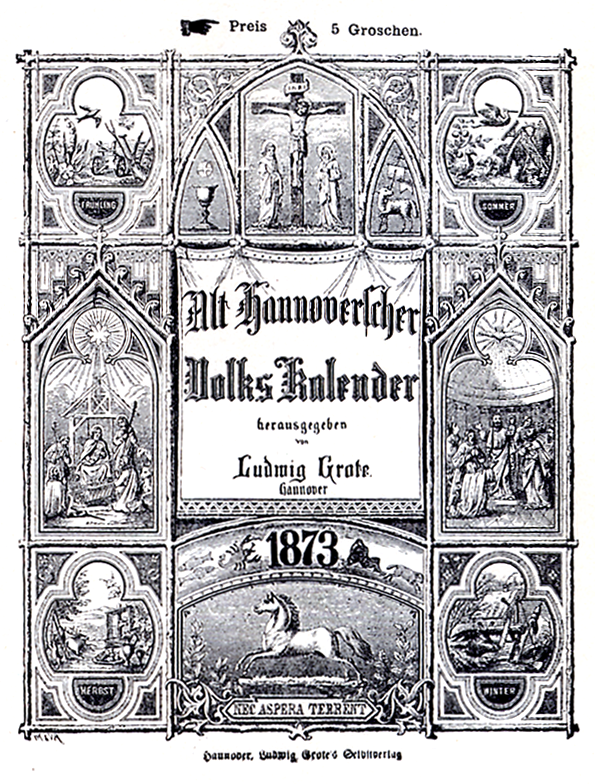
Titelblatt des Althannoverschen Volkskalenders (1873)

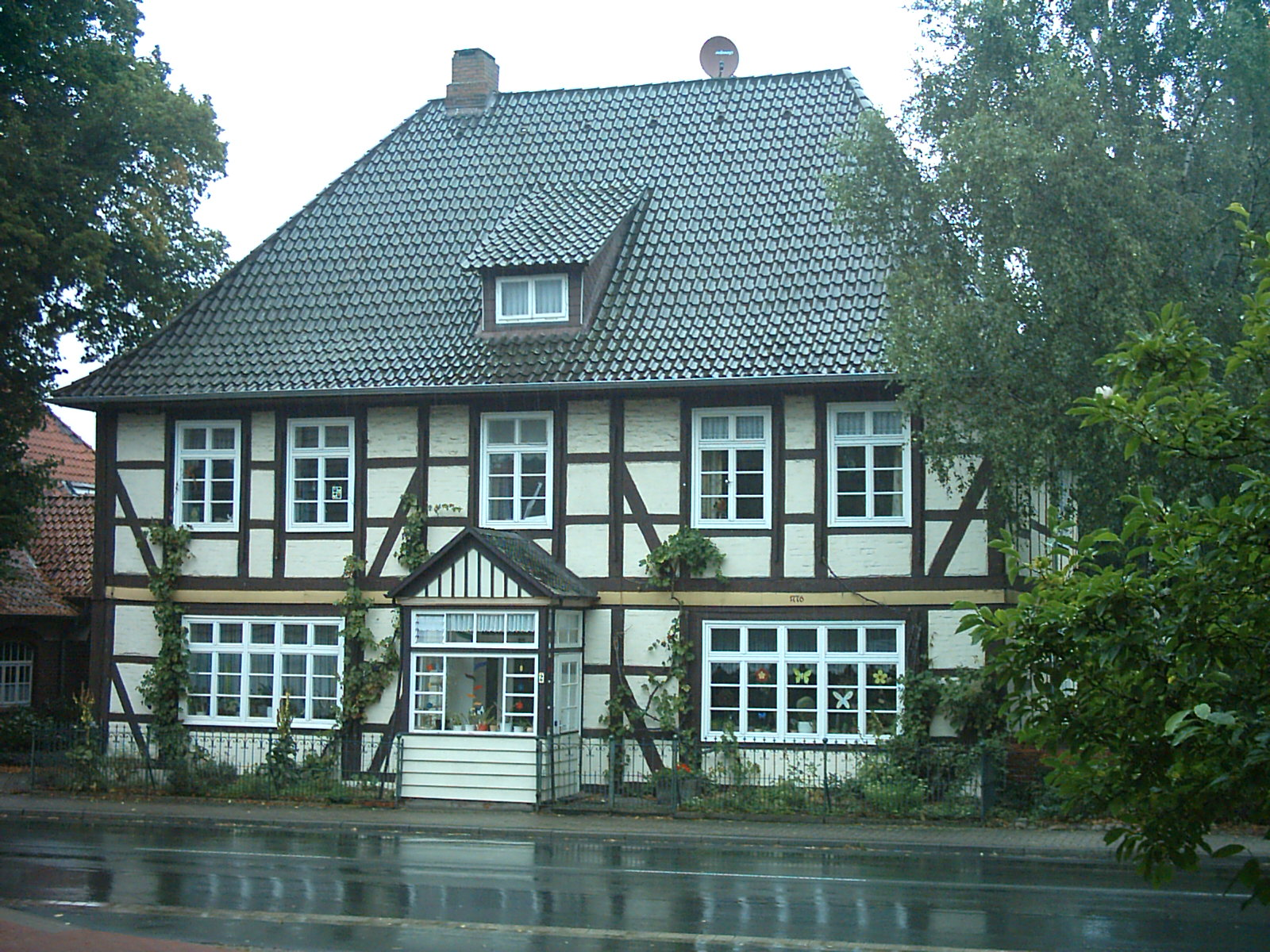
Grotes Geburtshaus in Husum

Der Alt-Hannoversche Volkskalender wurde 1872 von Grote ins Leben gerufen und erschien erstmals 1873. Infolge der Zensur und den Gefängnisaufenthalten Grotes konnte das Werk in den Folgejahren nur in kleinem Rahmen oder gar nicht erscheinen. Bis zu seinem Tod war Grote Herausgeber des Kalenders. 1898 wurde der Kalender in Deutsch-Hannoverscher Kalender umbenannt und von der Deutsch-Hannoverschen Partei herausgegeben. Die Zielsetzung des Kalenders wurde in Grotes Worten in der Ausgabe von 1885 deutlich: „Noch nach seinem Tode (gemeint ist König Georg August von Hannover) soll sein Althannoverscher Volkskalender Zeugnis davon ablegen, daß die Hannoveraner deutsche Männer und keine Memmen, keine Ueberläufer und keine Verräter sind.“

### Zeitungen
Neben dem Kalender war Grote an der Gründung von drei Zeitungen beteiligt. Am 24. April 1870 erschien das Deutsche Volksblatt aus Niedersachsen zur Verteidigung von Recht und Wahrheit, in dem sich Grote für die Selbstständigkeit Hannovers einsetzte. Mit Beginn des Deutsch-Französischen Krieges wurde das Blatt von der Zensur verboten.
Ab dem 1. Oktober 1876 erschien im wöchentlichen Abstand Unter dem Kreuze – Kirchliches Volksblatt aus Niedersachsen mit der Zielsetzung „die christlichen Grundlagen und göttlichen Ordnungen in Kirche und Staat zu verteidigen.“ Insbesondere wehrte er sich gegen die Vereinnahmung der Kirche im Rahmen der Union.
Die dritte Zeitung Ramanken – Christliches Volksblatt für Belehrung und Unterhaltung sollte den hannoverschen Lokalpatriotismus pflegen.

### Bücher und Flugschriften (Auswahl)
Ludwig Grote hat weiterhin eine Reihe von Büchern und Schriften verfasst, die sich größtenteils mit kirchlichen Fragen oder seiner politischen Arbeit beschäftigen. Darunter sind hervorzuheben:
- Bartholomäus Sastrow – ein merkwürdiger Lebenslauf des sechzehnten Jahrhunderts.
- Der neueste Kalenderprozeß. Flugschrift gegen die Zensur seines Kalenders
- Fünfzig Thesen zur Semisäkularfeier der Einführung der Union in Preußen.
- Gelb-weiße Lieder. Liedersammlung
- Heinrich der Löwe. Biographie
- Hie Welf. Geschichte der Welfen
- Lukas Cranach – der Maler der Reformation. Biographie
- Martin Luther und seine Mitstreiter – Eine Gedichtssammlung.
- Offenes Sendschreiben an Herrn Geh. Regierungsrat Dr. Brüel und Herrn Pastor Dr. theol. Münkel. Offener Brief zur Verteidigung seiner theologischen Position
- Stimmen eines Freien aus dem Gefängnisse, Bericht über seine Haftzeit
- Was ist die Union? Die brennende Kirchenfrage der Gegenwart
- Wer ist ein Verleumder? Eine Gewissensfrage an die Leser des Hannoverschen Sonntagsblattes. Flugschrift gegen die Zensur
- Wer sind die Urheber der neuesten Religionswirren im Kanton Bern. Erste theologische Schrift Grotes
- Zur Geschichte Hannovers – Aktenstücke und Stimmen aus dem Jahre 1806.
- Zwei angefochtene Predigten aus dem Jahre 1866. Schrift, mit der sich Grote gegen seine Amtsenthebung wehrt
- Benjamin Schmolcks Lieder und Gebete. Eine Auswahl zur häuslichen Erbauung. B. G. Teubner, Leipzig 1855. (Über Benjamin Schmolck.)[5]